# Кумар, Мукеш
Мукеш Кумар Нанданури (англ. Mukesh Kumar Nandanoori; род. 16 апреля 1970, Хайдарабад) — индийский хоккеист на траве, полевой игрок. Участник летних Олимпийских игр 1992, 1996 и 2000 годов, чемпион летних Азиатских игр 1998 года, серебряный призёр летних Азиатских игр 1994 года.

## Биография
Мукеш Кумар родился 16 апреля 1970 года в индийском городе Хайдарабад.
Играл в хоккей на траве за Индийские авиалинии из Ченнаи и Дели.
В составе сборной Индии дважды выигрывал медали хоккейных турниров летних Азиатских игр: серебро в 1994 году в Хиросиме, золото в 1998 году в Бангкоке.
Дважды участвовал в чемпионатах мира: в 1994 году в Сиднее, где индийцы заняли 5-е место, а Кумар забил 3 мяча, и в 1998 году в Утрехте, где сборная Индии стала 9-й.
В 1992 году вошёл в состав сборной Индии по хоккею на траве на летних Олимпийских играх в Барселоне, занявшей 7-е место. Играл в поле, провёл 7 матчей, забил 3 мяча (два в ворота сборной Новой Зеландии, один — Египту).
В 1995 году был удостоен главной спортивной награды Индии «Арджуна».
В 1996 году вошёл в состав сборной Индии по хоккею на траве на летних Олимпийских играх в Атланте, занявшей 8-е место. Играл в поле, провёл 7 матчей, забил 2 мяча (по одному в ворота сборных Германии и Южной Кореи).
В 2000 году вошёл в состав сборной Индии по хоккею на траве на летних Олимпийских играх в Сиднее, занявшей 7-е место. Играл в поле, провёл 6 матчей, забил 2 мяча (по одному в ворота сборных Аргентины и Австралии).
В 2003 году был удостоен национальной премии «Падма Шри».
В течение карьеры провёл за сборную Индии 307 матчей, забил 80 мячей.